# UEFA Women's Nations League
La UEFA Women's Nations League (in italiano Lega delle Nazioni femminile) è una competizione calcistica continentale per squadre nazionali, riservata alle federazioni affiliate all'UEFA e disputata con cadenza biennale.

## Storia
Il 2 novembre 2022, il Comitato Esecutivo UEFA ha approvato un nuovo sistema di competizione per squadre nazionali femminili, che è stato pubblicamente annunciato il giorno successivo. Ciò include l'annuncio di una competizione della Nations League femminile a partire dal 2023. Il nuovo sistema è entrato a far parte della strategia per il calcio europeo femminile per il periodo 2019-2024 ed è stato approvato dopo le discussioni tra i rappresentanti delle federazioni nazionali e la raccomandazione del Comitato per il calcio femminile europeo. La Nations League femminile fungerà da prima fase di un ciclo di competizioni per squadre nazionali femminili, mentre la seconda fase sarà costituita dalle qualificazioni per il campionato europeo femminile o per il campionato mondiale femminile.
Il nuovo sistema è stato approvato per creare partite più competitive con squadre che sfidano altre squadre di livello simile, generando al contempo un maggiore interesse sportivo e commerciale per il calcio nazionale femminile. Tuttavia, la competizione offre comunque a tutte le squadre nazionali la possibilità di qualificarsi per i principali tornei internazionali. I cicli di competizioni interconnesse hanno lo scopo di incoraggiare lo sviluppo a lungo termine delle squadre nazionali femminili.

## Formula e regolamento
Il torneo è strutturato in leghe, come i campionati nazionali per club, con meccanismi di promozione e retrocessione da un'edizione all'altra. Le leghe sono tre (A, B, e C) e ciascuna di esse è a sua volta suddivisa in gironi da quattro o tre squadre.
Le leghe A e B conterranno 16 squadre in quattro gironi da 4, mentre la lega C sarà composta dalle restanti 20 squadre suddivise in cinque gruppi da 4. Le squadre di ogni girone giocheranno l'una contro l'altra in casa e fuori in un girone all'italiana. Le quattro vincitrici dei gironi della Lega A avanzeranno alle final four della Nations League che comprenderanno semifinali in gara unica, finale per il terzo posto e finale. Negli anni delle olimpiadi estive le finali della Nations League determineranno le squadre che si qualificheranno per il torneo di calcio olimpico femminile.
Inoltre, la competizione prevede promozione e retrocessione, che entreranno in vigore nella prossima edizione delle qualificazioni per il campionato europeo femminile o per il campionato mondiale femminile (entrambe utilizzeranno anch'esse una struttura di campionato identica). Le vincitrici dei gironi delle leghe B e C saranno promosse alla lega successiva, mentre le quarte classificate delle Leghe A e B e la terza peggior classificata della Lega B (a seconda del numero di iscritti) saranno retrocesse nella lega precedente. Anche gli spareggi promozione/retrocessione si svolgeranno in casa e in trasferta, parallelamente alle finali della Nations League, con le vincitrici che passeranno nella lega superiore e le perdenti che scenderanno nella lega inferiore. Le terze classificate della Lega A incontreranno le seconde classificate della Lega B, mentre le tre due migliori classificate della Lega B incontreranno le due seconde classificate della Lega C (a seconda del numero di partecipanti).

## Collegamento con le qualificazioni europee e mondiali
La Nations League femminile sarà collegata alle qualificazioni al campionato europeo femminile e al campionato mondiale femminile. Le qualificazioni utilizzeranno lo stesso sistema a fasi di campionato della Nations League femminile, con le squadre suddivise in Leghe A, B e C. Nelle qualificazioni le squadre saranno suddivise in leghe in base ai risultati della precedente edizione della Nations League femminile. I risultati della fase di campionato di qualificazione determineranno quali squadre si qualificheranno automaticamente al campionato europeo femminile o al campionato mondiale femminile e quali squadre accederanno agli spareggi. Inoltre, le squadre verranno automaticamente promosse e retrocesse utilizzando lo stesso formato della Nations League femminile pur non svolgendosi play-off promozione/retrocessione. Questo determinerà la composizione della lega per la prossima edizione della Nations League femminile.

## Squadre partecipanti
Le 55 rappresentative nazionali della UEFA possono partecipare alla UEFA Nations League femminile. Tuttavia San Marino non ha ancora una nazionale femminile maggiore mentre la Russia è per il momento sospesa a tempo indeterminato dall'UEFA. Le squadre partecipanti alla prossima edizione sono quindi 53.
- Albania
- Andorra
- Armenia
- Austria
- Azerbaigian
- Belgio
- Bielorussia
- Bosnia ed Erzegovina
- Bulgaria
- Cipro
- Croazia

- Danimarca
- Estonia
- Fær Øer
- Finlandia
- Francia
- Galles
- Georgia
- Germania
- Gibilterra
- Grecia
- Inghilterra

- Irlanda
- Irlanda del Nord
- Islanda
- Israele
- Italia
- Kazakistan
- Kosovo
- Lettonia
- Liechtenstein
- Lituania
- Lussemburgo

- Macedonia del Nord
- Moldavia
- Montenegro
- Norvegia
- Paesi Bassi
- Polonia
- Portogallo
- Rep. Ceca
- Romania
- Malta

- Scozia
- Serbia
- Slovacchia
- Slovenia
- Spagna
- Svezia
- Svizzera
- Turchia
- Ucraina
- Ungheria

Nella seguente tabella sono mostrate, per ogni rappresentativa, il numero di partecipazioni alle diverse leghe, alle fasi finali e delle vittorie.
| Nazionale            | Lega A | Lega B | Lega C | Totale | Fasi finali | Vittorie |
| -------------------- | ------ | ------ | ------ | ------ | ----------- | -------- |
| Albania              | 0      | 2      | 0      | 2      | 0           | 0        |
| Andorra              | 0      | 0      | 2      | 2      | 0           | 0        |
| Armenia              | 0      | 0      | 2      | 2      | 0           | 0        |
| Austria              | 2      | 0      | 0      | 2      | 0           | 0        |
| Azerbaigian          | 0      | 0      | 2      | 2      | 0           | 0        |
| Belgio               | 2      | 0      | 0      | 2      | 0           | 0        |
| Bielorussia          | 0      | 2      | 0      | 2      | 0           | 0        |
| Bosnia ed Erzegovina | 0      | 2      | 0      | 2      | 0           | 0        |
| Bulgaria             | 0      | 0      | 2      | 2      | 0           | 0        |
| Cipro                | 0      | 0      | 2      | 2      | 0           | 0        |
| Croazia              | 0      | 2      | 0      | 2      | 0           | 0        |
| Danimarca            | 2      | 0      | 0      | 2      | 0           | 0        |
| Estonia              | 0      | 0      | 2      | 2      | 0           | 0        |
| Fær Øer              | 0      | 0      | 2      | 2      | 0           | 0        |
| Finlandia            | 0      | 2      | 0      | 2      | 0           | 0        |
| Francia              | 2      | 0      | 0      | 2      | 2           | 0        |
| Galles               | 2      | 0      | 0      | 2      | 0           | 0        |
| Georgia              | 0      | 0      | 2      | 2      | 0           | 0        |
| Germania             | 2      | 0      | 0      | 2      | 2           | 0        |
| Gibilterra           | 0      | 0      | 1      | 1      | 0           | 0        |
| Grecia               | 0      | 2      | 0      | 2      | 0           | 0        |
| Inghilterra          | 2      | 0      | 0      | 2      | 0           | 0        |
| Irlanda              | 0      | 2      | 0      | 2      | 0           | 0        |
| Irlanda del Nord     | 0      | 2      | 0      | 2      | 0           | 0        |
| Islanda              | 2      | 0      | 0      | 2      | 0           | 0        |
| Israele              | 0      | 0      | 2      | 2      | 0           | 0        |
| Italia               | 2      | 0      | 0      | 2      | 0           | 0        |
| Kazakistan           | 0      | 0      | 2      | 2      | 0           | 0        |
| Kosovo               | 0      | 0      | 2      | 2      | 0           | 0        |
| Lettonia             | 0      | 0      | 2      | 2      | 0           | 0        |
| Liechtenstein        | 0      | 0      | 1      | 1      | 0           | 0        |
| Lituania             | 0      | 0      | 2      | 2      | 0           | 0        |
| Lussemburgo          | 0      | 0      | 2      | 2      | 0           | 0        |
| Macedonia del Nord   | 0      | 0      | 2      | 2      | 0           | 0        |
| Malta                | 0      | 0      | 2      | 2      | 0           | 0        |
| Moldavia             | 0      | 0      | 2      | 2      | 0           | 0        |
| Montenegro           | 0      | 0      | 2      | 2      | 0           | 0        |
| Norvegia             | 2      | 0      | 0      | 2      | 0           | 0        |
| Paesi Bassi          | 2      | 0      | 0      | 2      | 1           | 0        |
| Polonia              | 0      | 2      | 0      | 2      | 0           | 0        |
| Portogallo           | 2      | 0      | 0      | 2      | 0           | 0        |
| Rep. Ceca            | 0      | 2      | 0      | 2      | 0           | 0        |
| Romania              | 0      | 2      | 0      | 2      | 0           | 0        |
| Scozia               | 2      | 0      | 0      | 2      | 0           | 0        |
| Serbia               | 0      | 2      | 0      | 2      | 0           | 0        |
| Slovacchia           | 0      | 1      | 1      | 2      | 0           | 0        |
| Slovenia             | 0      | 2      | 0      | 2      | 0           | 0        |
| Spagna               | 2      | 0      | 0      | 2      | 2           | 1        |
| Svezia               | 2      | 0      | 0      | 2      | 1           | 0        |
| Svizzera             | 2      | 0      | 0      | 2      | 0           | 0        |
| Turchia              | 0      | 1      | 1      | 2      | 0           | 0        |
| Ucraina              | 0      | 2      | 0      | 2      | 0           | 0        |
| Ungheria             | 0      | 2      | 0      | 2      | 0           | 0        |

## Il trofeo
Per la UEFA Women's Nations League è stato creato, tramite la VMLY&R Portugal, un apposito trofeo in argento, una coppa di 60 cm per 10,5 kg di peso, con la facciata principale del trofeo composta da 51 sezioni con quattro che si innalzano sulle altre e che rappresentano le squadre che vanno alle Final Four. Realizzato dalla Iaco Group di Avellino e presentato a Nyon, rimane di proprietà dell'UEFA, che lo rimette in palio nella successiva edizione, mentre la federazione vincitrice riceve una replica a grandezza naturale.

## Edizioni
| Anno      | Paese ospitante della fase finale |           | Finale                             | Finale    | Finale      |                                    | Finale terzo e quarto posto | Finale terzo e quarto posto | Finale terzo e quarto posto |
| Anno      | Paese ospitante della fase finale | Vincitore | Risultato                          | Finalista | Terzo posto | Risultato                          | Quarto posto                |                             |                             |
| 2023-2024 | Francia Paesi Bassi Spagna        | Spagna    | 2–0 Stadio de la Cartuja, Siviglia | Francia   | Germania    | 2–0 Stadio Abe Lenstra, Heerenveen | Paesi Bassi                 |                             |                             |
| 2025      | Francia Germania Spagna Svezia    |           | –                                  |           |             | –                                  |                             |                             |                             |

## Medagliere
| Squadra     | Vincitore | Secondo posto | Terzo posto | Quarto posto | Totale podi | Totale | Edizioni vincenti |
| ----------- | --------- | ------------- | ----------- | ------------ | ----------- | ------ | ----------------- |
| Spagna      | 1         | -             | -           | -            | 1           | 1      | 2023-2024         |
| Francia     | -         | 1             | -           | -            | 1           | 1      | -                 |
| Germania    | -         | -             | 1           | -            | 1           | 1      | -                 |
| Paesi Bassi | -         | -             | -           | 1            | -           | 1      | -                 |